# Atom (programmering)
I visse mellem- og højniveauprogrammeringssprog er et atom en elementær bestanddel af et beregningsudtryk eller af en datastruktur. Lige som det fysiske atom, kan det ikke umiddelbart underopdeles.
Et atom kan fx være en talkonstant, en tegnstreng eller et symbol.
| Programmering | Spire Denne artikel om datalogi eller et datalogi-relateret emne er en spire som bør udbygges. Du er velkommen til at hjælpe Wikipedia ved at udvide den. |